# Lappo å

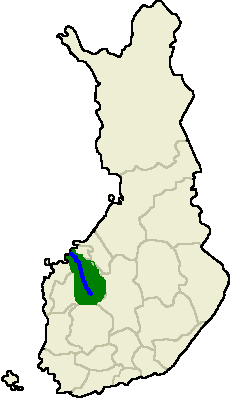
Lappo å, ungefärlig sträckning samt avrinningsområden

Lappo å (fi. Lapuanjoki) är ett 170 km långt vattendrag som utmynnar vid Nykarleby, i Bottenviken, i Österbotten, Finland. Ån rinner upp på Suomenselkä, i Sapsalampi i Alavo och rinner under namnet Pahajoki till Alavo kyrksjö. Avrinningsområdets storlek är 4122 km² och medelflödet är 33 m³/s. Största vattenkraftverket är beläget i Hirvikoski.
Lappo å nämnes ibland Lappo älv och i sitt nedre lopp Nykarleby älv.
Inlandsklimat råder i trakten. Årsmedeltemperaturen i trakten är 1 °C. Den varmaste månaden är juli, då medeltemperaturen är 16 °C, och den kallaste är februari, med −12 °C.